# Glen Campbell (Pennsilvània)
Glen Campbell és una població dels Estats Units a l'estat de Pennsilvània. Segons el cens del 2000 tenia 306 habitants.

## Demografia
Segons el cens del 2000, Glen Campbell tenia 306 habitants, 109 habitatges, i 74 famílies. La densitat de població era de 127 habitants per quilòmetre quadrat.
Dels 109 habitatges en un 28,4% hi vivien nens de menys de 18 anys, en un 47,7% hi vivien parelles casades, en un 14,7% dones solteres, i en un 32,1% no eren unitats familiars. En el 27,5% dels habitatges hi vivien persones soles el 15,6% de les quals corresponia a persones de 65 anys o més que vivien soles. El nombre mitjà de persones vivint en cada habitatge era de 2,51 i el nombre mitjà de persones que vivien en cada família era de 3,03.
Per edats la població es repartia de la següent manera: un 22,9% tenia menys de 18 anys, un 5,2% entre 18 i 24, un 22,5% entre 25 i 44, un 25,8% de 45 a 60 i un 23,5% 65 anys o més.
L'edat mediana era de 44 anys. Per cada 100 dones de 18 o més anys hi havia 95 homes.
La renda mediana per habitatge era de 24.063 $ i la renda mediana per família de 31.875 $. Els homes tenien una renda mediana de 24.167 $ mentre que les dones 14.688 $. La renda per capita de la població era de 12.039 $. Entorn del 9,6% de les famílies i el 16,5% de la població estaven per davall del llindar de pobresa.

## Poblacions més properes
El següent diagrama mostra les poblacions més properes.